# 멜리투스
멜리투스(Mellitus, ? - 624년 4월 24일)는 색슨족이 그레이트브리튼 섬을 다스리던 시기의 첫 번째 런던 주교이자 세 번째 캔터베리 대주교이다. 앵글로색슨인들을 그들의 토착 이교에서 기독교로 개종시키기 위해 잉글랜드로 파견된 그레고리오 선교사들 중 하나였다. 그는 601년에 선교를 증원하기 위해 파견된 성직자들과 함께 도착했고, 604년에 런던 주교로 서품되었다. 멜리투스는 중세 연대기 작가 베다의 후기 작품에서 보존된 교황 그레고리오 1세로부터 '멜리툼의 서간'으로 알려진 유명한 편지를 받은 인물이다. 이 편지에서 교황은 이교도 의식과 관습을 통합함으로써 앵글로색슨족의 개종을 점진적으로 착수할 것을 지시했다. 610년 멜리투스는 주교회의에 참석하기 위해 이탈리아로 귀환했고, 교황의 서한을 가지고 영국으로 돌아왔다.
멜리투스는 616년경 후원자 에식스의 왕 새베르흐트(Sæberht)의 사후 그 뒤를 이은 이교도들에 의해 런던에서 추방되었다. 멜리투스의 또 다른 후원자인 켄트의 에설버트가 같은 시기에 사망하면서, 그는 갈리아로 피신할 수밖에 없었다. 멜리투스는 에설버트의 후계자가 기독교로 개종한 다음 해에 잉글랜드로 돌아왔지만, 런던의 주민들은 기독교를 믿지 않고 배척했기 때문에 런던에 돌아가지는 못했다. 619년 멜리투스는 캔터베리 대주교로 임명되었다. 그가 재임하던 중에 벌어진 화재로부터 기적적으로 대성당과 캔터베리의 많은 부분을 구했다고 전해진다. 624년 사후 성인으로 추숭되었다.

## 같이 보기
- 그레고리오 선교의 일원 목록